# 蘇菲亞·瑪卡里
蘇菲亞·瑪卡里（1984年7月3日—）是一名阿根廷曲棍球運動員，曾代表國家參加2012年倫敦奧運的女子曲棍球比賽，並獲得一面銀牌。